# Permosialidae
Permosialidae – wymarła rodzina owadów z rzędu Miomoptera.
Takson ten wprowadzony został w 1928 roku przez Andrieja Martynowa. Jego zapis kopalny pochodzi z permu, triasu i wczesnej jury, a skamieniałości znajdowano na terenie Eurazji, Australii i Afryki Południowej.
Przedstawiciele rodziny wyróżniali się na tle rzędu użyłkowaniem przedniego skrzydła: żyłka medialna i przednia kubitalna były zlane na krótkim, niesięgającym środka pola analnego odcinku lub już od nasady były wolne i połączone krótką żyłką M5. Od Permembiidae odróżniało je ponadto rozdwojenie przedniej żyłki kubitalnej.
Do rodziny tej zalicza się następujące rodzaje:
- †Balymotikha Rasnitsyn et Aristov, 2013
- †Epimastax Martynov, 1928
- †Permonikia Kukalová, 1963
- †Permonka Riek, 1973
- †Permosialis Martynov, 1928
- †Onthomastax Rasnitsyn et Aristov, 2013